# Elevation: Live from Boston
Elevation 2001: Live from Boston — фільм-концерт ірландського рок-гурту U2, виданий лейблом Island Records у Великій Британії (26 листопада 2001), та Interscope Records в США (через місяць). Фільм був знятий під час трьох шоу U2 в Бостоні, в ході американської частини турне Elevation Tour. Це був перший з двох відео-релізів знятих під час цих гастролей, другим є Go Home: Live from Slane Castle.

## Список композицій
1. «Elevation[en]»
2. «Beautiful Day»
3. «Until the End of the World»
4. «Stuck in a Moment You Can't Get Out Of»
5. «Kite»
6. «Gone»
7. «New York»
8. «I Will Follow»
9. «Sunday Bloody Sunday»
10. «In a Little While»
11. «Desire»
12. «Stay (Faraway, So Close!)»
13. «Bad» / «40» (уривки)
14. «Where the Streets Have No Name»
15. «Bullet the Blue Sky»
16. «With or Without You»
17. «The Fly»
18. «Wake Up Dead Man»
19. «Walk On»